# Alfa Romeo
Alfa Romeo Automobiles SpA és un fabricant llombard d'automòbils. Fundada com a A.L.F.A. el 24 de juny de 1910 a Milà, la companyia coneguda pels cotxes esportius i cars ha participat en curses des de 1911. L'empresa era propietat del holding públic italià Istituto per la Ricostruzione Industriale entre 1932 i 1986, quan va ser venuda al Grup Fiat.
Alfa Romeo ha competit amb èxit en diferents categories de l'esport del motor, incloses les carreres de Gran Premi de motor i la Fórmula 1. Ha competit com a constructor i com a proveïdor de motors. El primer cotxe de carreres es va fer el 1913, tres anys després de la fundació de l'empresa, i Alfa Romeo va guanyar el campionat mundial inaugural del Gran Prix de cotxes el 1925. La companyia va guanyar un bona reputació en el món de l'automobilisme, que va donar una imatge esportiva de la marca. Enzo Ferrari va fundar la Scuderia Ferrari de carreres el 1929 com un equip de curses d'Alfa Romeo, abans d'esdevenir independent el 1939.

## Història

### Els primers anys de la fundació
L'empresa que va esdevenir Alfa Romeo va ser fundada com la Società Italiana Automobili Darracq (SIAD) el 1906 per la firma automobilística francesa d'Alexandre Darracq, amb alguns inversors italians. Un d'ells, Ugo Stella, un aristòcrata de Milà, va esdevenir president el 1909. Inicialment l'empresa es trobava a Nàpols, però el 1906 Darracq va decidir traslladar l'activitat a Milà al suburbi de Portello, en una nova fàbrica de 6.700 metres quadrats. A la fi de 1909 la SIAD es va liquidar i Ugo Stella, amb els altres co-inversors italians, va fundar una nova companyia anomenada ALFA (Anònima Llombarda Fabbrica Automobili), en un principi encara en col·laboració amb Darracq. El primer cotxe Darracq produït per la companyia va ser el 1910 24 HP, dissenyat per Giuseppe Merosi, contractat el 1909 per al disseny de nous cotxes més adequats per al mercat italià. Merosi anava a dissenyar una sèrie de nous cotxes ALFA, amb motors més potents (40-60 HP). El 1914, un avançat Grand Prix va ser dissenyat i construït, el GP1914, que va comptar amb un quatre cilindres, doble arbre de lleves en cap, quatre vàlvules per cilindre i doble encesa. No obstant això, l'inici de la Primera Guerra Mundial va interrompre la producció d'automòbils ALFA durant tres anys.
L'agost de 1915 la companyia va estar sota la direcció de l'empresari napolità Nicola Romeo, que va convertir la fàbrica per produir equip militar per a la Primera Guerra Mundial: municions, motors d'aeronaus i altres components, compressors i generadors basats en motors de la companyia de cotxes que van ser produïts en una fàbrica molt ampliada durant la guerra. Quan la guerra va acabar, Romeo va invertir els beneficis obtinguts a la guerra en l'adquisició fàbriques de locomotores i ferrocarrils a Saronno (Costruzioni Meccaniche vaig Saronno), Roma (Officine Meccaniche di Roma) i Nàpols (Officine Ferroviari Meridionali).
La producció de cotxes no s'havia considerat al principi, però es va reprendre el 1919. El 1920, el nom de l'empresa va ser canviat a Alfa Romeo amb el Torpedo 20-30 HP. El seu primer èxit va arribar el 1920 quan Giuseppe Campari va guanyar a Mugello i va quedar en segon lloc a la Targa Florio conduït per Enzo Ferrari. Giuseppe Merosi va continuar com a cap de disseny, i la companyia va continuar produint cotxes sòlids. El primer Alfa Romeo en Jano va ser el P2 que Alfa Romeo va guanyar el campionat mundial inaugural del Gran Prix de cotxes el 1925.
Enzo Ferrari va demostrar ser millor director d'equip que conductor, i quan l'equip de fàbrica va ser privatitzat, va esdevenir la Scuderia Ferrari. Quan va deixar Ferrari, Alfa Romeo va passar a construir el seu propi cotxe. Tazio Nuvolari sovint va conduir per Alfa, guanyant moltes curses abans de la Segona Guerra Mundial.
El 1928 Nicola Romeo abandona Alfa Romeo. I el 1933 l'empresa es rescatada pel govern. Alfa Romeo es va convertir en un instrument de la Itàlia de Mussolini, un emblema nacional. Durant aquest període va construir vehicles a mida per a rics, amb carrosseries normalment de Carrozzeria Touring o Pininfarina. Aquest període va culminar amb el llegendari cotxe de competició Alfa Romeo 2900B Type 35.
La fàbrica d'Alfa (convertida en temps de guerra a la producció de motors Macchi C.202 Folgore) va ser bombardejada durant la Segona Guerra Mundial. Va lluitar per tornar a ser rendible després de la guerra. Els vehicles de luxe es van deixar de banda. Van començar a fabricar-se vehicles més petits produïts en sèrie a partir de 1954, amb la introducció de la sèrie Giulietta de sedans, cupès i descapotables de dues places. Les tres varietats compartien el que seria el motor de quatre cilindres Twin Cam Alfa Romeo, que desplaçava inicialment 1.300 cc. Aquest motor acabaria per ampliar-se a 2000 cc i es mantindria en producció fins al 1995

### Després de la guerra
Una vegada que l'automobilisme es reprèn després de la Segona Guerra Mundial, Alfa Romeo resulta ser el cotxe a batre al Grand Prix. La introducció d'una nova fórmula (Fórmula 1) per als cotxes de curses d'un sol seient ofereix un espai ideal per al Alfa Romeo 158/159 Alfetta, una adaptació d'una voiturette abans de la guerra, i Giuseppe Farina va guanyar el primer campionat mundial de Fórmula el 1950 amb els 158. Juan Manuel Fangio va guanyar el segon campionat consecutiu per Alfa l'any següent.
El 1952, Alfa Romeo experimenta amb el seu primer cotxe compacte amb tracció davantera, anomenat "Projecte 13-61". Alfa Romeo va fer un segon intent al finbal dels any 50 basat en el projecte 13-61. Anava a ser anomenat Tipus 103. Fins i tot s'assemblava a la versió més petita del seu popular Alfa Romeo Giulia. No obstant això, a causa de les dificultats financeres en la Itàlia de postguerra, el Tipus 103 mai va veure la producció. Si Alfa Romeo l'hagués produït, hauria precedit el Mini com el primer cotxe compacte "modern" de tracció davantera.
Alfa Romeo lluita per tornar a ser rendible després de la Segona Guerra Mundial, i torna a produir vehicles petits, en comptes de models de luxe. El 1954, la companyia va desenvolupar el clàssic motor d'Alfa Romeo Twin Cam, que romandria en producció fins a 1995. Durant els anys 1960 i 1970, Alfa Romeo va produir una sèrie de cotxes esportius.
Durant la dècada de 1960, Alfa es va concentrar en la competició amb cotxes de producció en sèrie, inclòs el GTA, una versió amb cos d'alumini del cupè dissenyat per Bertone amb un potent motor. Entre altres victòries, el GTA va guanyar el primer Sports Car Club d'Amèrica del campionat de Trans-Am el 1966. En la dècada de 1970, Alfa es va concentrar en les carreres amb el Tipus 33, amb les primeres victòries el 1971. Finalment, el Tipus 33TT12 va guanyar el Campionat Mundial de marques el 1975 i el Tipus 33SC12 va guanyar el Campionat Mundial d'Esports de cotxes el 1977.
En la dècada de 1970 Alfa estava una altra vegada amb problemes financers. El govern italià (Finmeccanica) va vendre l'empresa el 1986 al Grup Fiat i va comportar la creació d'un nou grup, Alfa Lancia Industriale SpA, per fabricar Alfa i Lancia. Els models produïts a partir del 1990 combinen les virtuts tradicionals d'Alfa Romeo de l'estil avantguardista i el dinamisme esportiu amb els beneficis econòmics de la racionalització del producte, i inclouen una versió "GTA" del 147 hatchback, el Brera dissenyat per Giugiaro i un exòtic d'alt rendiment.
El 2005 Maserati (propietat de Ferrari) es comprada per Fiat. El Grup Fiat té previst crear un complex esportiu i la divisió de luxe amb Maserati i Alfa Romeo.
A principis de 2007, Fiat Auto SpA va ser reorganitzada i quatre noves empreses d'automòbils van ser creades, Fiat Automobiles SpA, Alfa Romeo SpA Automòbils, Lancia Automobiles SpA i Fiat Light Commercial Vehicles SpA. Aquestes empreses són totalment propietat de Fiat Group Automobiles SpA.

### Carabiners i el govern italià
En la dècada de 1960 Alfa Romeo va ser famosa pels seus cotxes petits i els models dissenyats específicament per a la policia italiana, entre ells el gloriós "Giulia Super" o el 2600 Sprint GT, que va adquirir el sobrenom expressiu de "Inseguimento". Els colors de l'Alfa Romeo utilitzat per la Polizia és gris / blau amb ratlles blanques i l'escriptura, conegut com a "Pantera", millorant l'aspecte agressiu de l'Alfa (en particular la sèrie Giulia), mentre que els Alfa dels carabiners van ser de color blau fosc amb sostre blanc i franges vermelles, coneguts com la "Gazzella" (antílop) que denota la velocitat i agilitat d'aquests "Pattuglie".
Des de llavors, els Alfa Romeo han estat els cotxes dels Carabinieri (braç de les Forces Armades italianes amb finalitats policials civils), Polizia Autostradale (Policia de Carreteres) i el servei de policia convencional (Polizia).
- Alfa Romeo Alfetta
- Alfa Romeo "Nuova" Giulietta
- Alfa Romeo 75
- Alfa Romeo 164 (Vehicles oficials)
- Alfa Romeo 155
- Alfa Romeo 156
- Alfa Romeo 166 (Vehicles oficials)
- Alfa Romeo 159

Des de 1960, el primer ministre italià ha utilitzat vehicles d'Alfa Romeo.

### Tornada als Estats Units
El 1995 Alfa Romeo va deixar d'exportar vehicles als Estats Units, l'últim model que es ven és el 164. Alfa havia dit "L'esperat retorn d'Alfa Romeo al mercat dels Estats Units hauria de tenir lloc abans de 2007, amb una gamma de nous models". El retorn d'Alfa Romeo als Estats Units va ser confirmada el 5 de maig de 2006, pel president executiu de Fiat, Sergio Marchionne. Alfa Romeo reprèn les vendes als Estats Units amb el 8C Competizione, l'octubre de 2008. El 2010 es va donar a conèixer pel Grup Fiat Automòbils el pla de producte per al període 2010-2014, el primer Alfa Romeo (sense comptar el 8C Competizione) que es ven als Estats Units serà el successor de l'Alfa Romeo 159, la nova Giulia (2012) basat en la plataforma compacta que es fa servir en Giulietta [23].

## Motorsport

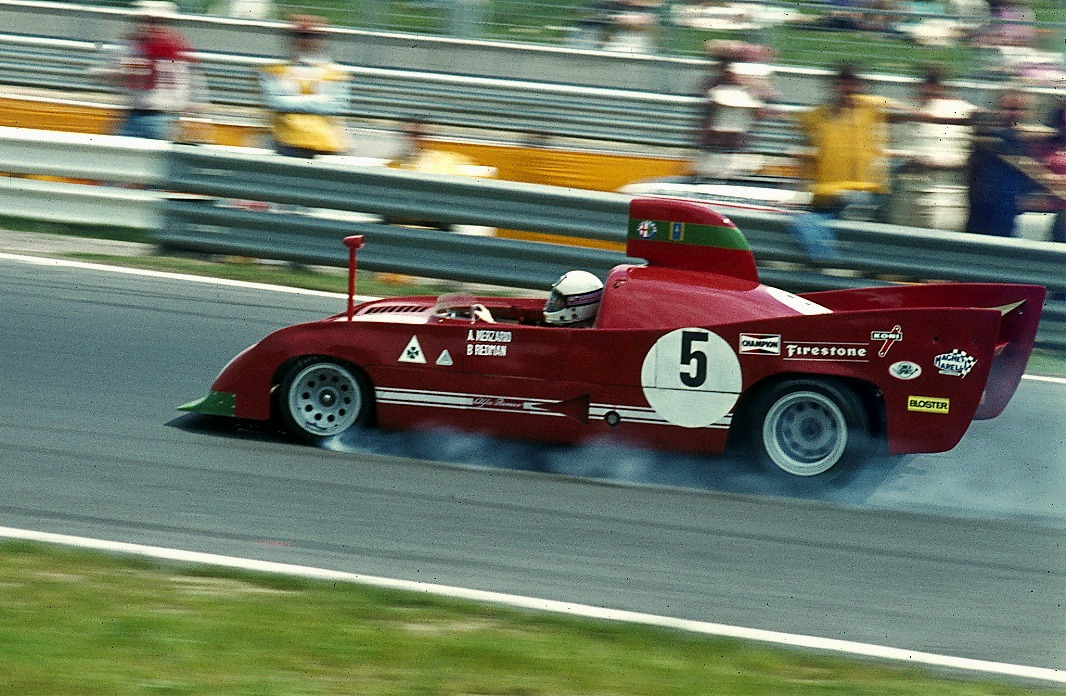
Brian Redman conduomy amb Alfa Romeo el 33 TT 12

Alfa Romeo ha estat involucrat amb l'automobilisme des de 1911, quan van entrar dos models de 24 HP a la Targa Florio. En la dècada de 1920 i 1930 Alfa Romeo va anotar victòries en moltes de les carreres més famoses i prestigioses de l'automobilisme; com Targa Florio, Mille Miglia i Le Mans. El Gran èxit va continuar amb la Fórmula 1. El conductor més llegendari d'Alfa Romeo ha estat Tazio Nuvolari.

## Automòbils

### Els models actuals
Alfa Romeo MiTo
El MiTo és un automòbil esportiu de tres portes presentat oficialment el 19 de juny de 2008 al Castello Sforzesco de Milà, la presentació internacional va ser al British Motor Show el 2008.
Alfa Romeo Giulietta
El Giulietta (abans Milà) és un cinc portes, cotxe de la família petita revelat oficialment al Saló de Ginebra 2010. [42] Es substitueix el 147.
Alfa Romeo 159
Actual berlina de mida mitjana, es va presentar oficialment el 2005 al Geneva Motor Show, el 159 està disponible amb quatre motors de gasolina i tres dièsel diferents. 159 Sportwagon és una versió familiar d'aquest cotxe. Va ser llançat el 2005 per reemplaçar els 156.
Alfa Romeo GT
Una tracció davantera, dissenyat per Bertone, cupè, el GT va ser presentat el 2003 i està basat en el sedan 156, que va cessar la seva producció l'any següent. Les opcions del motor inclouen tres versions de gasolina (1.8L 2.0L, 3.2L V6), el V6 3.2L ha estat eliminat en alguns països, però encara està disponible en els altres i un dièsel amb turbocompressor (1,9 litres) de versió. L'interior es basa en gran manera del model 147.
Alfa Romeo Brera
El Brera és un cupè dissenyat per Giorgetto Giugiaro i fabricat per Pininfarina. Va ser introduït originalment com un concept car al Saló de Ginebra 2002, i va ser llançat en 2005 com a successor del GTV. La versió de producció manté gairebé l'aspecte exterior gairebé, però amb mides més petites.
Alfa Romeo Spider
L'Aranya, una variant roadster del cupè Brera, va ser presentat al Saló de Ginebra 2006. L'automòbil va reemplaçar al model Spider 916, introduït el 1995. Pininfarina, aquest cotxe munta juntament amb el Brera a San Giorgio Canavese, Itàlia.
Alfa Romeo 8C Spider
El cotxe es va mostrar per primera vegada el 2005 el Concurs d'Elegància de Pebble Beach. La producció va començar el 2009 a Maserati a Mòdena. Igual que el seu germà, el 8C Competizione, només se'n fabricaran 500 unitats.

### Futurs models
- Alfa Romeo Giulia (S'espera-2012)
- Alfa Romeo C-SUV (S'espera-2012
- Alfa Romeo Spider (nou) (S'espera-2013)
- Alfa Romeo D-SUV (S'espera-2014)

### Models històrics
|      | Cotxes civils | Cotxes de competició |
| ---- | --- | --- |
| 1910 | 1910-1920 24 HP 1910-1911 12 HP 1911-1920 15 HP 1913-1922 40-60 HP | 1911 15 HP Corsa 1913 40-60 HP Corsa 1914 Grand Prix |
| 1920 | 1921-1922 20-30 HP 1920-1921 G1 1921-1921 G2 1922-1927 RL 1923-1925 RM 1927-1929 6C 1500 1929-1933 6C 1750                                                                                                   | 1922 RL Super Sport 1923 RL Targa Florio 1923 P1 1924 P2 1928 6C 1500 MMS 1929 6C 1750 Super Sport |
| 1930 | 1931-1934 8C 2300 1933-1933 6C 1900 1934-1937 6C 2300 1935-1939 8C 2900 1939-1950 6C 2500 | 1931 Tipo A 1931 8C 2300 Monza 1932 Tipo B (P3) 1935 Bimotore 1935 8C 35 1935 8C 2900A 1936 12C 36 1937 12C 37 1937 6C 2300B Mille Miglia 1937 8C 2900B Mille Miglia 1938 308 1938 312 1938 316 1938 158 1939 6C 2500 Super Sport Corsa |
| 1940 | | 1948 6C 2500 Competizione |
| 1950 | 1950-1958 1900 1951-1953 Matta 1954-1962 Giulietta 1958-1962 2000 1959-1964 Dauphine | 1951 159 1952 6C 3000 CM |
| 1960 | 1962-1968 2600 1962-1976 Giulia Saloon 1963-1967 Giulia TZ 1963-1977 Giulia Sprint 1965-1967 Gran Sport Quattroruote 1965-1971 GTA 1966-1993 Giulia Spider 1967-1969 33 Stradale 1967-1977 1750/2000 Berlina | 1960 Giulietta SZ 1963 Giulia TZ 1965 GTA 1965 Tipo 33 1968 33/2 1969 33/3 |
| 1970 | 1970-1977 Montreal 1972-1983 Alfasud 1972-1984 Alfetta saloon 1974-1987 Alfetta GT/GTV 1976-1989 Alfasud Sprint 1977-1985 Nuova Giulietta 1979-1986 Alfa 6                                                   | 1972 33/4 1973 33TT12 1976 33SC12 1979 177 1979 179 |
| 1980 | 1983-1994 33 1984-1987 Arna 1984-1987 90 1985-1992 75 1987-1998 164 1989-1993 SZ/RZ | 1982 182 1983 183 1984 184 1985 185 |
| 1990 | 1992-1998 155 1994-2000 145 1994-2000 146 1995-2006 GTV/Spider 1997-2005 156 1998-2007 166 | 1993 155 V6 TI |
| 2000 | 2000-2010 147 2007-2009 8C Competizione | |

### Camions i vehicles comercials lleugers
El 1930 Alfa Romeo va presentar una camioneta, a més de vehicles comercials pesants basat en construccions Büssing. En la Segona Guerra Mundial, Alfa Romeo també construeix camions per l'exèrcit italià i més tard també per la Wehrmacht alemanya. Després de la guerra, la producció de vehicles comercials es va reprendre. En cooperació amb Fiat i Saviem a partir dels 60 es van desenvolupar diferents models de camions lleugers. La producció de vehicles comercials pesants es va acabar el 1967. Al Brasil, els camions pesants es van construir encara alguns anys per Alfa Romeo filial Fàbrica Nacional de Motors sota el nom de FNM. Els últims models d'Alfa Romeo van ser Alfa Romeo AR6 i AR8, que eren versions d'Iveco Daily i Fiat Ducato. La companyia també produeix troleibusos per a Itàlia, Amèrica Llatina, Espanya,, Grècia, Alemanya, Turquia i Sud-àfrica. Més tard, Alfa Romeo es concentra només en la fabricació d'automòbils de passatgers.
LCVs
- Romeo (1954–1958)
- Romeo 2 (fins al 1966)
- Romeo 3 (1966)
- A11/F11
- A12/F12 (fins al 1983)
- AR8 (basat en la primera generació Iveco Daily)
- AR6 (basat en la primera generació Fiat Ducato)

Autobusos
- Alfa Romeo 140 A.
- Alfa Romeo 900 A.
- Alfa Romeo 950.
- Alfa Romeo Mille (Alfa Romeo 1000)
- Alfa Romeo 110AF (1938)
- Alfa Romeo 140AF (1949)
- Alfa Romeo 900
- Alfa Romeo Mille (Alfa Romeo 1000)

El disseny sempre ha exercit un paper important en la història d'Alfa Romeo. Hi ha hagut molts cotxes Alfa Romeo, sovint realitzats per cases de disseny i dissenyadors famosos. La sèrie de les millors tècniques disponibles dels conceptes de la dècada de 1950 va ser un projecte de col·laboració amb la casa de disseny italiana Bertone. Altres famosos carrossers italians i cases de disseny com Pininfarina, Bertone, Zagato i Italdesign Giugiaro també han tingut un gran paper en la història d'Alfa Romeo, i encara avui alguns dels models estan dissenyats i construïts per aquests grans noms.

## Altres produccions
Tot i que Alfa Romeo és més conegut com a fabricant d'automòbils, també ha produït vehicles industrials, locomotores, motors, tractors, autobusos, tramvies, compressors, generadors, cuines, i avions.
Un motor Alfa va ser utilitzat per primera vegada en un avió el 1910 en el biplà Santoni-Franchini. El 1932, Alfa Romeo va construir el seu primer motor d'avió real l'D2 (240 CV), que es va ajustar a Caproni 101 D2. En la dècada de 1930 es van utilitzar per les aeronaus en una escala més gran, el Savoia Marchetti SM.74, SM.75 Savoia-Marchetti, SM.79 Savoia-Marchetti, Savoia Marchetti SM.81 i cant Z506B Airone tots els Alfa Romeo. El 1931, es va organitzar un concurs on Tazio Nuvolari va portar al seu Alfa Romeo 8C 3000 Monza contra un avió Caproni Ca.100. Alfa Romeo ha construït diversos motors d'avions durant la Segona Guerra Mundial; el més conegut va ser la RA.1000 RC 41-I Monsone, una versió amb llicència de la Daimler-Benz DB 601,aquest motor fa possible la construcció d'avions de combat eficaços com el Folgore Macchi C.202 per a l'exèrcit italià. Després de la Segona Guerra Mundial, Alfa Romeo produeix motors per Fiat, Aerfer i Ambrosini. En la dècada de 1960 Alfa Romeo es va centrar principalment la millora i el manteniment de Curtiss-Wright, Pratt & Whitney, Rolls-Royce i General motors dels avions elèctrics. Alfa Romeo també va construir la primera turbina del motor d'Itàlia, instal·lat en el Beechcraft King Air.A partir de 1996 va ser part de Fiat Avio. Alfa Avio era també part del desenvolupament d'equip per al nou motor T700-T6E1 l'helicòpter NH90 SNS [56].

## Aparicions d'Alfa Romeo

### Pel·lícules
The Graduate
L'aparició més famosa i la presència a la pantalla de qualsevol Alfa ha de ser en pel·lícula de 1967 The Graduate, protagonitzada per Dustin Hoffman, Katharine Ross i Anne Bancroft. Es va donar fama mundial a la "Alfa Romeo Spider". Alfa Romeo va continuar la venda de Spider en la dècada de 1990, i una edició especial anomenada el Graduate Alfa estava disponible als Estats Units en la dècada de 1980. També va sortir en Wayne's World 2.
James Bond
Un dels papers més destacats va ser quan James Bond (Roger Moore) va robar i després va conduir un grafit GTV6 el 1983 d'Octopussy. En l'escena que és perseguit per dos cotxes BMW 5-sèries de la policia.
Un parell Alfa Romeo 159 van aparèixer en les primeres escenes de la pel·lícula (2008) de James Bond Quantum of Solace. Es va presentar en la persecució de cotxes amb James Bond Aston Martin DBS V12 al voltant del llac de Garda, Itàlia. Cal destacar l'atenció que va ser prestada a les qualitats auditives dels Alfa, que tenen la característica de 'Big V-6 "de so a la pantalla. La mateixa pel·lícula també compta amb un Alfa Carabineri 156. Reuneix Mathis també té un Alfa, un blanc 2600 cupè GT.
Altres pel·lícules
-Juliet of the Spirits
-The Day of the Jackal
-El Padrí
-Ripley's Game

### Televisió
-En la sèrie Ein Fall für zwei.
- En la sèrie Inspector Rex
-Top Gear: En els últims temps, la sèrie de la BBC "Top Gear" ha tingut l'efecte més fort en la concepció popular de l'Alfa Romeo.

### Literatura
En la primera edició de la novel·la de Dan Brown, Àngels i Dimonis, els membres de la Guàrdia Suïssa conduïen un Alfa Romeo.
En la novel·la d'Ian Fleming Moonraker, James Bond es veu embolicat en una cursa improvisada amb conduint un Alfa Romeo, mentre que persegueix Hugo Drax.

## Màrqueting

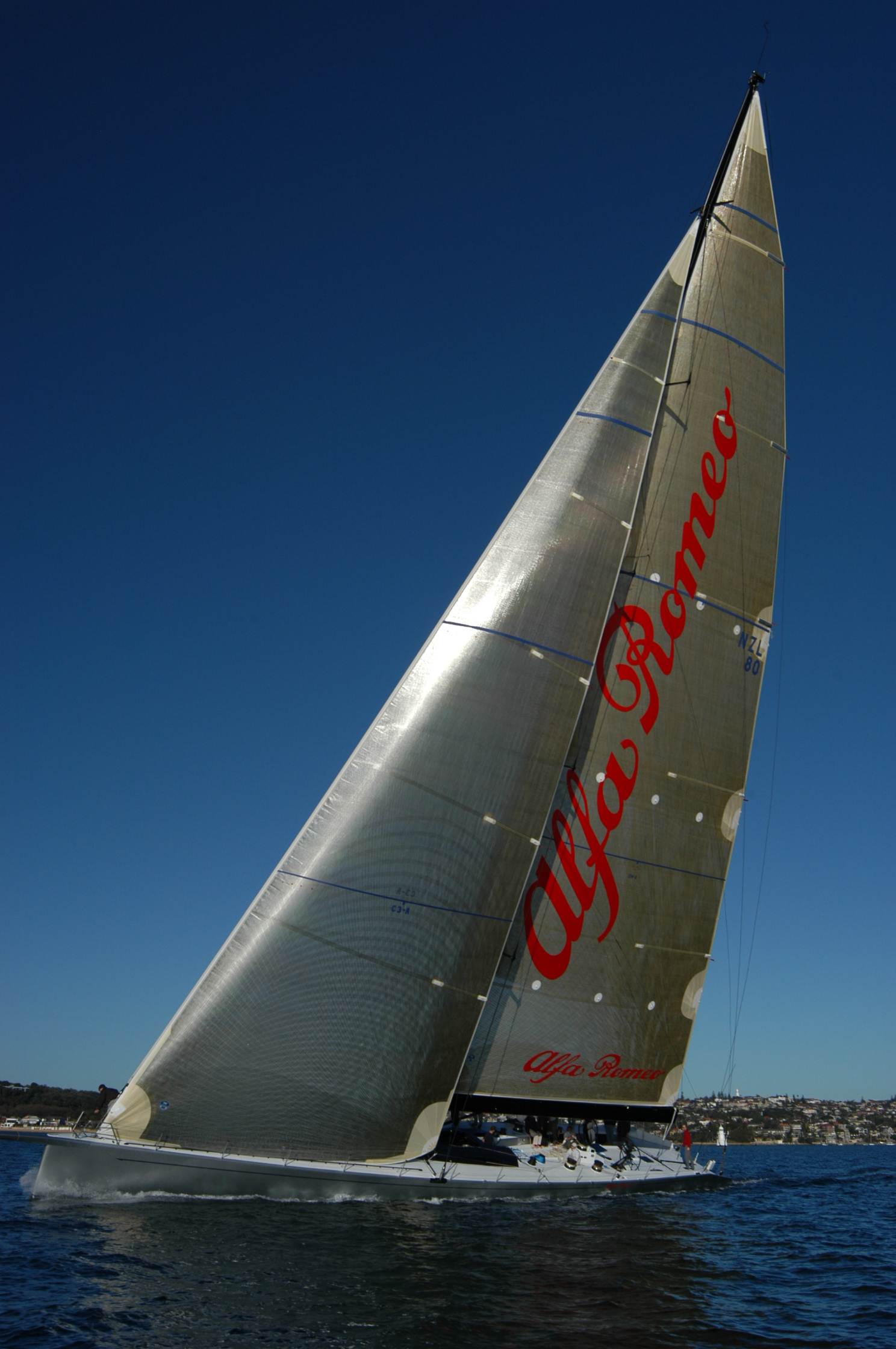
Alfa Romeo II

Com a part de la seva política de comercialització, Alfa Romeo patrocina una sèrie d'esdeveniments esportius, com ara el ral·li Mille Miglia, la SBK Superbike World Championship i Ducati Corse des del 2007, i el Festival Goodwood de Velocitat durant molts anys, i serà una de les marques que apareixerà el 2010, quan Alfa Romeo celebra el seu aniversari número 100. L'Alfa Romeo Giulietta s'ha utilitzat des de Monza 2010 com a cotxe de seguretat en proves del Campionat del Món de Superbikes.
El 2002, Alfa Romeo I, el primer Alfa Romeo maxi iot es va posar en marxa. Ha estat el primer a acabar en almenys 74 carreres incloent el 2002 a la Sydney-Hobart Race. Un nou maxi super-estat de la tècnica, Alfa Romeo II, va ser comissionat en 2005, de 30 metres (98 peus) CDA. Alfa Romeo II va establir un nou rècord de temps transcorregut per monobucs a la cursa de 2009 Transpac, de 5 dies, 14 hores, 36 minuts, 20 segons. Ha estat el primer a acabar en almenys 140 carreres. A mitjan 2008 Alfa Romeo III va ser llançat per competir amb la flota de la competència en virtut de la regla IRC. Alfa Romeo III mesura 21,4 metres (70 peus) LOA i característiques de disseny d'interiors d'estil després de l'Alfa Romeo 8C Competizione.